# Cyphocharax gilbert
Cyphocharax gilbert är en fiskart som först beskrevs av Jean René Constant Quoy och Joseph Paul Gaimard 1824.  Cyphocharax gilbert ingår i släktet Cyphocharax och familjen Curimatidae. Inga underarter finns listade i Catalogue of Life.